# 玻璃纸

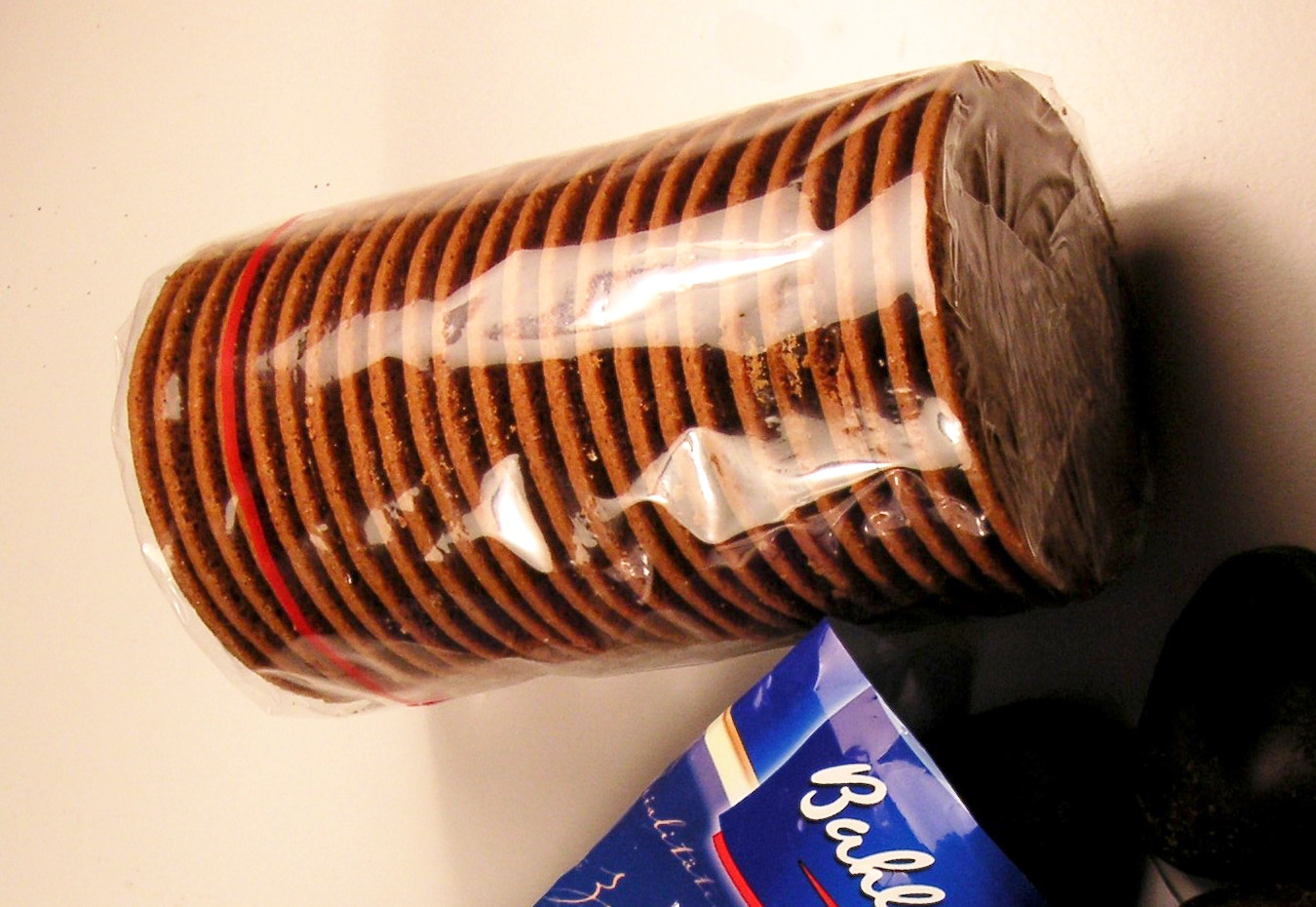
薑餅的透明玻璃紙包裝和巧克力的印刷玻璃紙袋

玻璃紙（cellophane）音譯赛璐玢，是一種用纖維素製成的透明薄膜。因为空氣、油、細菌和水都不易透过玻璃紙，使得其可作為食品包装使用。 

## 生產

纖維素經處理後可形成纖維膠

木頭、棉花、大麻屬植物和其他一些物質中提取出的纖維素，再經過碱和二硫化碳的處理之後可以形成黃原酸纖維素。再將其溶於稀氫氧化鈉溶液中，去除多餘的二硫化碳，並將黃酸纖維素水解成纖維膠。再利用稀釋的硫酸和硫酸鈉溶液再次轉變為纖維素後才可以使用，同時還需要除去其中的硫磺、漂白並添加甘油以防脆裂。也有其他的處理方法。

## 歷史
玻璃紙的發明人是瑞士化學家雅克·E·布蘭登堡，最初受雇於Blanchisserie et Teinturerie de Thaon。Cellophan這個詞是由“cellulose”（纖維素）和“diaphane”（透明的）二詞合成的。
布蘭登堡花去了數年時間來完善玻璃纸，例如添加了甘油來軟化這種材料。1912年，他建造了一架機器來生產這種材料，即後來的玻璃紙，同年他將玻璃紙註冊為專利。1913年，一家叫做Comptoir des Textiles Artificiels的公司買下了屬於Thaon的玻璃紙，並將布蘭登堡安置到新公司La Cellophane SA中。
1912年，Whitman's（美國最大最古老的盒裝巧克力品牌）計劃使用玻璃紙為旗下產品包裝。直到1924年左右杜邦在美國建起第一個玻璃紙生產廠為止，它一直是最大從法國進口玻璃紙的進口商。不過最初玻璃紙在美國並不流行，因為它雖然防水但是卻無法防潮，故而不適用於需要防潮的產品。為此杜邦雇傭了化學家William Hale Charch，花去三年時間發明了一種可以塗在玻璃紙表面的硝化纖維漆來防潮。1927年這種防潮的玻璃紙誕生後，在1928年至1930年的三年間，其銷量劇增三倍。1938年，杜邦10%的銷售產品都是玻璃紙，佔據了公司總利潤的25%。

## 現況
玻璃紙現在被廣泛應用在食品、藥品及香煙等的包裝上。在一些電池、膠帶、燈籠、透析管和橡膠及玻璃纖維的製造上也會用到玻璃紙。在英國和其他許多國家，“cellophane”是英諾薄膜集團的註冊商標。不過，在美國，它卻是一個通用商標，即便是不用纖維素的保鮮紙也可以使用。

## 外部連結
- 玻璃紙的發明 Archive.today的存檔，存档日期2012-06-29